# Rupsendoder
De rupsendoder (Cordyceps militaris) is een paddenstoel uit de klasse van de Sordariomycetes, familie Cordycipitaceae. 

## Kenmerken

### Uiterlijke kenmerken
De zwam wordt 2 tot 6 centimeter hoog, en is een half tot 1 centimeter dik. De kleur van de zwam is oranjegeel tot oranje, de steel is meestal wat bleker. Op de hoed bevinden zich fijne wratjes.
Het oppervlak lijkt ruwweg doorboord. Het binnenste schimmelweefsel is witachtig tot lichtoranje.

### Microscopische kenmerken
De sporen zijn glad, hyaliene, lang draadvormig en vaak gesepteerd. Ze meten 3–7 μm × 1–1,2 μm. De asci zijn lang en cilindrisch. Soms wordt een anamorfe toestand gevonden, namelijk Isaria. Massa's witte mycelia vormen zich rond het geparasiteerde insect; deze zijn echter mogelijk niet van dezelfde soort.

## Habitat
De zwam groeit op poppen van vlinders in diverse biotopen. 

## Verspreiding
De rupsendoder komt verspreid voor op het noordelijk halfrond en vormt het vruchtlichamen in Europa van augustus tot november. In Nederland is de soort vrij algemeen.